# Razumov
Razumov est un cratère d'impact situé sur la face cachée de la Lune, au-delà du bord nord-ouest vu de la Terre. Il se situe le long du bord sud-est de la plaine fortifiée de Landau (en). Le cratère Petropavlovskiy (en), légèrement plus petit, s'infiltre légèrement dans le bord sud. À l'ouest-sud-ouest se trouve Frost (en).
Ce cratère présente un bord extérieur usé, avec un petit cratère le long du bord nord-ouest et des renflements vers le nord-nord-est et l'est-sud-est. Le fond intérieur présente un petit cratère dans sa moitié ouest et de petits cratères le long des bords ouest et sud. Il n'est par ailleurs marqué que par quelques petits cratères.
Le cratère a été nommé en l'honneur de l'ingénieur russe Vladimir Vasiliévitch Razoumov (es), en russe : Владимир Васильевич Разумов (1890-1967). Avant d'être officiellement nommé par l'Union astronomique internationale en 1970, Razumov s'appelait Crater 170.

## Cratères satellites
Par convention, ces caractéristiques sont identifiées sur les cartes lunaires en plaçant la lettre sur le côté du point médian du cratère le plus proche de Razumov.
| Razumov | Latitude | Longitude | Diamètre |
| ------- | -------- | --------- | -------- |
| C       | 40,8° N  | 112,4° O  | 48 km    |